# 스튜디오 산타클로스엔터테인먼트
스튜디오 산타클로스엔터테인먼트(Studio Santa Claus Entertainment Co., Ltd.)는 대한민국의 연예 기획사이다. 본래 2004년 심 엔터테인먼트라는 이름으로 설립되었으며, 2015년 9월에 중국의 기업 화이브라더스가 인수하여, 2016년에 최대 주주가 되어 같은 상호로 이름을 변경하였으며, 2020년 7월 주식회사 플리트로 변경 후 2020년 9월 현재 상호로 변경하였다.

## 연혁
- 2004년 12월 심 엔터테인먼트 설립
- 2008년 4월 (주)모두투어네트워크 업무제휴
- 2008년 10월 첫 드라마 제작 케이블TV tvN드라마 <<맞짱>> 방송
- 2009년 2월 유해진 전속계약
- 2010년 4월 배우 주원 전속계약
- 2010년 4월 일본 소넷엔터테인먼트 업무제휴
- 2011년 6월 호텔형 펜션 '모닝캄빌리지' 오픈
- 2013년 12월 소넷엔터테인먼트와 공동제작한 영화 캐치미 개봉
- 2015년 1월 MBC 드라마 빛나거나 미치거나 OST 제작
- 2015년 4월 KBS 드라마 후아유-학교2015 OST 제작
- 2015년 5월 SBS 드라마 가면 제작
- 2015년 6월 KBS 웹드라마 프린스의 왕자 제작
- 2015년 9월 1일 ㈜심엔터테인먼트 흡수 합병
- 2015년 9월 15일 상호 변경 - 현대드림투게더제2호기업인수목적㈜ → ㈜심엔터테인먼트
- 2016년 4월 28일 상호 변경 - ㈜심엔터테인먼트 → ㈜화이브라더스
- 2017년 3월 29일 상호 변경 - ㈜화이브라더스 → ㈜화이브라더스코리아
- 2020년 7월 22일 상호 변경 = ㈜화이브라더스코리아 → ㈜플리트
- 2020년 9월 3일 상호 변경 = ㈜플리트 → ㈜스튜디오산타클로스엔터테인먼트

## 소속 연예인
남성
- 김윤석
- 주원
- 김성오
- 송새벽
- 최태준
- 류경수
- 장혁진
- 김민준
- 음문석
- 엄태웅
- 허준석
- 건일
- 양현민
- 주진모 (1958년)
- 이선호
- 이수웅
- 문지용
- 류성록
- 이원정
- 최권
- 황재열
- 임재혁
- 안은호
- 권승우
- 정환
- 장명갑
- 김윤태

여성
- 수애
- 이다희
- 김옥빈
- 오현경
- 박주미
- 서영희
- 박세완
- 한채영
- 이이담
- 황우슬혜
- 채서진
- 장희령
- 강별
- 송상은
- 임현주
- 박혜수
- 김혜옥
- 차주영
- 여주하
- 이승윤
- 오혜수
- 최지우

## 이전 소속 연예인
- 하연주
- 김민재
- 김상호
- 김정은
- 김영웅
- 김윤태
- 김주현
- 길해연
- 류성록
- 무진성
- 민진웅
- 박보람
- 배민정
- 유승목
- 유해진
- 이동휘
- 이시영
- 임지연
- 오연아
- 오현경
- 신주환
- 전수진
- 주진모 (1974년)
- 지윤호
- 천정명
- 최정헌
- 한선화
- 정다빈
- 정혜성